# Chiquiza
Chiquiza è un comune della Colombia facente parte del dipartimento di Boyacá.
Il centro abitato venne fondato nel 1556, mentre l'istituzione del comune è del 1982.